# فليشال

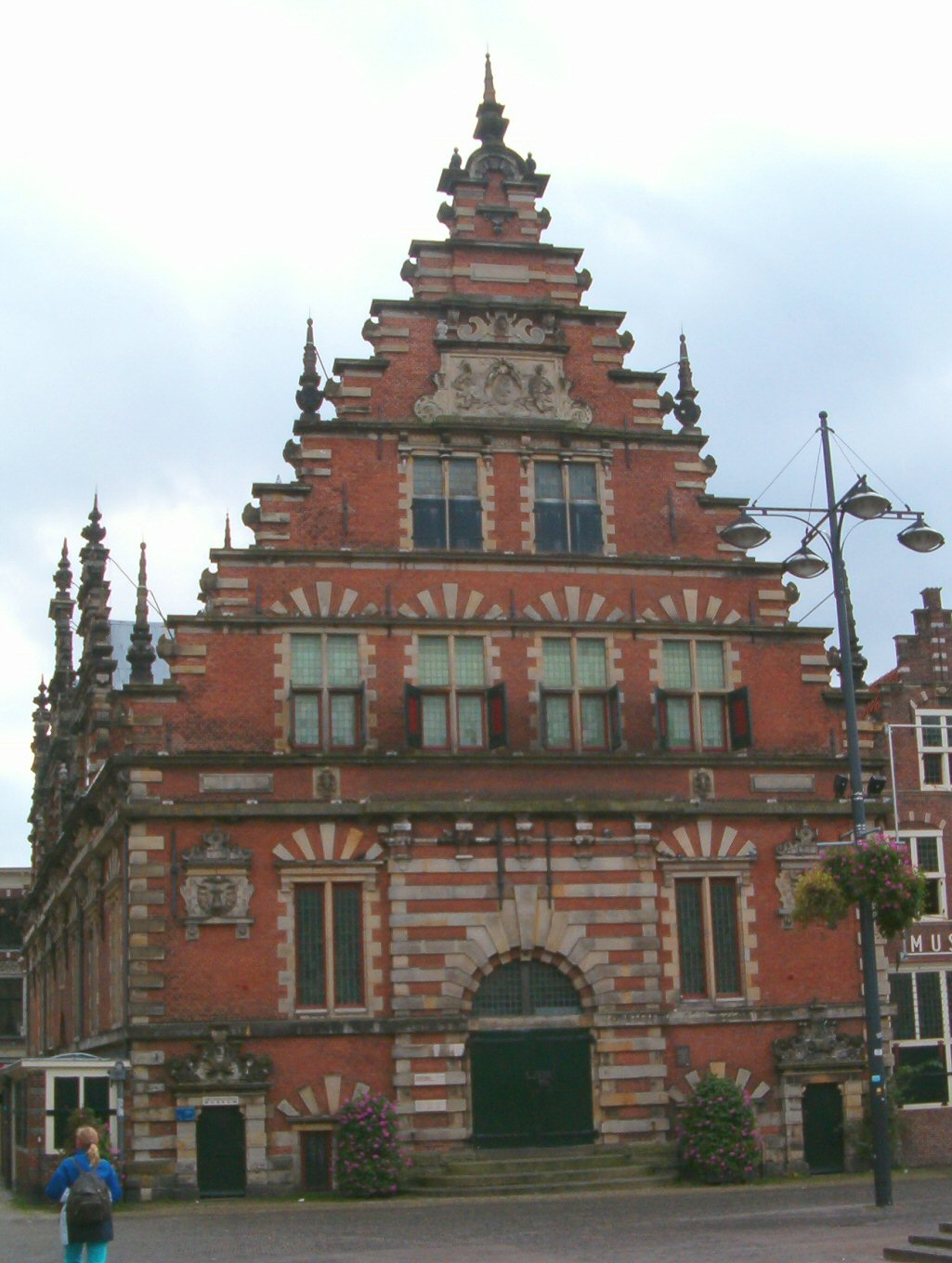
فليشال في السوق الكبير في هارلم.

فليشال هو مبنى تاريخي يعود تاريخه إلى عام 1603م في السوق الكبير في هارلم ، هولندا .